# Chris Connelly
Chris Connelly (Edimburgo, 11 de noviembre de 1964) es un músico y compositor escocés popular por su trabajo en el género del rock industrial en las décadas de 1980 y 1990, particularmente por su colaboración con las bandas Revolting Cocks y Ministry. Actualmente se desempeña como cantautor solista, grabando una gran cantidad de discos desde 1991 en adelante.

## Colaboraciones en bandas
- Acid Horse
- Bells Into Machines
- Chris Connelly and The Bells
- Catherine
- Chainsuck
- Cocksure
- The Damage Manual
- Die Warzau
- Everyoned
- The Final Cut
- Finitribe
- The High Confessions
- KMFDM
- The Love Interest
- Ministry
- Murder, Inc.
- Pigface
- PTP
- Revolting Cocks
- Sons of the Silent Age (banda tributo a David Bowie)[4]
- Thanatos

## Discografía

### Solista
- Whiplash Boychild (1991)
- Phenobarb Bambalam (1992)
- Shipwreck (1994)
- Songs for Swinging Junkies con William Tucker (1994)
- The Ultimate Seaside Companion con The Bells (1997)
- Blonde Exodus con The Bells (2001)
- Largo con Bill Rieflin (2001)
- Private Education (2002)
- Initials C.C. (2002)
- Night of Your Life (2004)
- The Episodes (2007)
- Forgiveness & Exile (2008)
- Pentland Firth Howl (2009)
- How This Ends (2010)
- Artificial Madness (2011)[5]
- Day of Knowledge (2012)
- Decibels From Heart (2015)
- Art + Gender (2017)
- The Tide stripped Bare (2018)

### Otras apariciones
- In Case You Didn't Feel Like Showing Up en Ministry (1990)
- "Desperado" en Welcome to Our Nightmare: a Tribute to Alice Cooper (1993)
- "A Mutual Friend" en Whore: Various Artists Play Wire (1996)
- "Hard Hearted Alice" en Mutations – A Tribute To Alice Cooper (2002)
- "What's Left But Solid Gold?" en ...It Just Is (2005)
- "Don't Make Me Go" en Cash From Chaos – A Tribute to the Man in Black, Johnny Cash (2005)
- "Looking for a River" en Whispers From the Offing (A Tribute to Kevin Coyne) (2007)